# Post Mortem (pel·lícula de 2020)
Post Mortem és una pel·lícula de terror hongaresa de 2020 dirigida per Péter Bergendy. Va ser seleccionada com l'entrada hongaresa al Millor Llargmetratge Internacional als Premis Oscar de 2021.

## Sinopsi
En 1918, el fotògraf post mortem Tomas és convidat a un petit poble de la camp hongar+es per a fer un últim retrat dels habitants que han mort de la grip espanyola i que els seus familiars no han pogut enterrar a causa de la terra congelada. Una vegada allí, descobreix que el poble està embruixat i, juntament amb una nena anomenada Anna, intenta llançar llum sobre l'assumpte i alliberar el poble.

## Argument

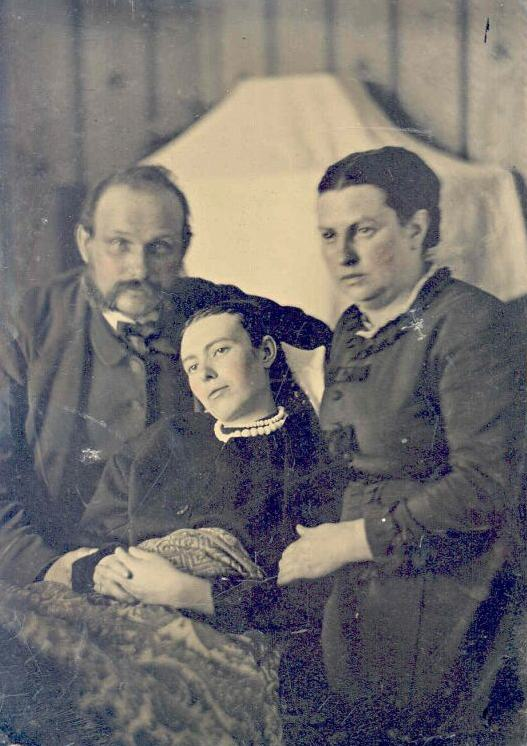
Fotografia post portem d'una noia morta i els seus pares.

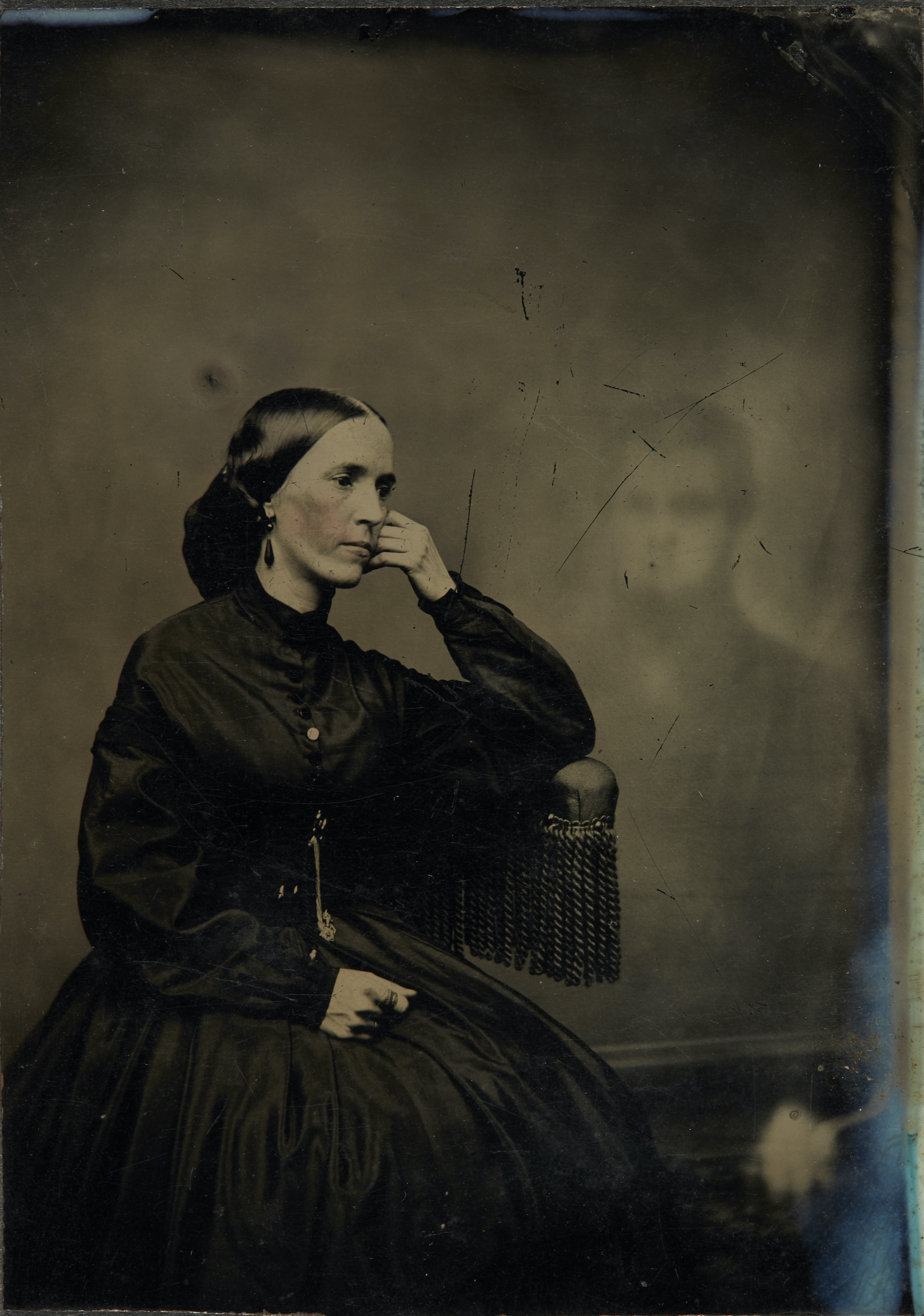
Fotografia espiritual d'una dona amb un fantasma.

En 1918, cap al final de la Primera Guerra Mundial, en un camp de batalla, el soldat alemany Tomás és donat per mort després d'una explosió d'artilleria, i és llançat a la fossa comuna; tanmateix, un soldat major el veu encara respirant en la pila de cadàvers i el treu d'una inundada trinxera, on en un estat semi-inconscient per l'explosió, va tenir una estranya visió: la d'una noia que el crida i el retorna a la vida. Sis mesos més tard, convertit ara en un fotògraf molt peculiar, en oferir als familiars en dol la possibilitat de tenir un últim record permanent dels seus morts, component fotos familiars en les que vius i difunts (maquillats i recomposts) posen junts, Tomás veu com la seva al·lucinació sembla materialitzar-se en l'enigmàtica persona d'Anna, una nena òrfena d'uns deu anys.
Tomás se separa temporalment de la caravana ambulant de la qual forma part, per a acudir a la vila hongaresa d'Ana, davant la invitació d'alguns dels seus habitants. Resulta que en aquest poble i altres voltants, la terra gelada impedeix l'enterrament de les nombroses víctimes d'una espantosa pandèmia. El fotògraf es posa a la feina, acollit per la professora local Marcsa, però es respira un ambient molt pesat i paranoic en temps tan terribles en els quals, segons els locals, “hi ha més morts que vius, i la terra està envaïda per fantasmes".
Tomás i Anna decideixen continuar amb les seves recerques a la frontera del més enllà, però els esdeveniments empitjoren i els perills són cada vegada majors... gossos que borden, gemecs apagats que no venen d'en lloc, ombres malignes, parets que traspuen, atacs invisibles, duplicitats, atacs discrets o a gran escala, estratagemes per a testificar la presència de fantasmes (cordes, campanes, farina en el sòl, rastres de torxes, placa fotogràfica i fonògraf, etc.)…

## Repartiment
- Viktor Klem com Tomás
- Fruzsina Hais com Anna
- Judit Schell com Marcsa
- Andrea Ladányi com La Tia
- Zsolt Anger com Imre

## Llançament
La pel·lícula es va estrenar al 36è Festival Internacional de Cinema de Varsòvia el 9 d'octubre de 2020. Posteriorment es va projectar al Festival de Ciència+Ficció de Trieste, on va obtenir el Premi Rai4 Wonderland i un esment especial al Mélies d'argent, i al LIII Festival Internacional de Cinema Fantàstic de Catalunya. Es va projectar en cinemes europeus a partir del 28 d'octubre de 2020.

### Premis i nominacions
La pel·lícula ha guanyat 24 premis (nacionals i internacionals) i ostenta 19 nominacions, principalment en certàmens i festivals dedicats al cinema de fantasia/terror. (Véase lista actualizada a noviembre de 2021.)

### Crítiques
David García Miño, del lloc Revista Cintilatio, va escriure: “El film del cineasta hongarès ofereix un espectacle solvent suggestiu i fins a un cert punt impactant. Destaquen la seva sentit visual i caràcter estètic. ‘Post mortem’ és, abans de res, un interessant exercici que es queda a les portes de la transcendència per falta d'equilibri entre forma i fons; manté un nivell acceptable durant la major part del seu metratge, però s'embulla en un tram final en el qual sembla haver perdut la direcció”.
Kat Hughes va informar per The Hollywood News: “Bergendy ha aconseguit algunes grans gestes dins de ’Post mortem’. Fer qualsevol pel·lícula és costós, però fer una història de fantasmes d'època de guerra afegeix una pressió extra al pressupost i s'ha fet un treball excepcional per a crear un poble misteriós. Una gran aposta inicial pel terror per a un país amb una clara manca de pel·lícules de gènere, la pel·lícula s'eleva per sobre del seu modest pressupost, proporcionant una quantitat inesperada de diversió a l'obra. Uns pocs retocs en termes de durada i factor de por, i tindríem quelcom extra especial" 3 de 5 estrelles.
Joe Lipsett, del portal Queer Horror Movies la va qualificar amb 3.5/5 i va redactar: “Malgrat la seva escassa història i de la incòmoda relació entre pare substitut i filla, ’Post mortem’ és bella i inquietant. Amb uns efectes visuals i un treball d'acrobàcies de primera categoria, aquesta pel·lícula de terror hongaresa compta amb nombroses seqüències memorables, especialment en la seva emocionant segona meitat”.
Ricardo Rosado, de Fotogramas, reporta: “La seva bella fotografia d'estampes en blanc i negre i inigualable entorn aconsegueix, almenys per moments, emmascarar les deficiències narratives i interpretatives que construeixen el seu allargat metratge. Limitacions econòmiques al marge, és complicat mantenir-se dins del relat quan la majoria dels morts semblen més vius que alguns dels personatges que sí que poden respirar en pantalla. Tan interessant com irregular, ’Post mortem’ no aconseguirà col·locar al seu director en a posició que sí que es van guanyar László Nemes o Kornél Mundruczó en els últims anys, però és innegable que Sitges és l'aparador perfecte” 3 de 5 estrelles.